# Liceo classico Tommaso Campanella
Il liceo classico "Tommaso Campanella" di Reggio Calabria è uno storico liceo intitolato all'omonimo filosofo-teologo nativo di Stilo.

## Storia
Sorto per volere di Gioacchino Murat nel 1814 come Real Collegio di Reggio, fu inizialmente affidato alla Compagnia di Gesù. Dopo l'unità d'Italia, nel 1865, fu istituito come liceo e intitolato al monaco domenicano Tommaso Campanella.
Il terremoto di Messina e Reggio Calabria, che il 28 dicembre 1908 rase al suolo le due città, distrusse l'edificio originario che fu sostituito da una sede non più provvisoria, ma finalmente adeguata, solo nel 1930. Ancora oggi il liceo è ospitato nella sede degli anni trenta, costruita su disegni dell'architetto Camillo Autore.
A seguito del Piano di Dimensionamento della Rete Scolastica e dell’Offerta Formativa della Città Metropolitana di Reggio Calabria, a partire dall’anno scolastico 2025/2026 il Liceo Classico “Tommaso Campanella” è stato accorpato al Liceo Artistico “Mattia Preti – Alfonso Frangipane” di Reggio Calabria.
Da tale aggregazione è derivata la costituzione del Liceo Statale “Tommaso Campanella – Mattia Preti – Alfonso Frangipane” di Reggio Calabria, con decorrenza dal 1º settembre 2025, la cui sede degli uffici amministrativi è collocata nello storico edificio del Liceo “Tommaso Campanella”.

## Ex studenti
Personaggi illustri della scienza e della cultura che frequentarono le aule del liceo furono tra gli altri: Diego Vitrioli, Giuseppe Mercalli, Raffaele Piria, Gianni Versace e Franco Mosino.